# Col de Crémant
Pour les articles homonymes, voir Crémant (homonymie).
Le col de Crémant est situé dans le Sud Auxerrois, sur les hauteurs de Bailly, hameau de Saint-Bris-le-Vineux dans l'Yonne, au pied du lieu-dit « le bois Douzein ».
Il s'élève à une altitude de 193 mètres, et se trouve à proximité des caves Bailly Lapierre, initiateur de sa dénomination dans les années 1990 avec le vélo club auxerrois. Un point au sud du col, où est placé le panneau, est coté à 206 m. D'une longueur de 800 m, son ascension par le sud présente un dénivelé moyen de 12,5 %.
C'est le seul col routier référencé dans le département de l'Yonne.